# Kalisat Kidul
Kalisat Kidul is een bestuurslaag in het regentschap Banjarnegara van de provincie Midden-Java, Indonesië. Kalisat Kidul telt 3671 inwoners (volkstelling 2010).